# Metossietamina
La Metossietamina o Metoxetamina (MXE) o 3-MeO-2-Oxo-PCE è una sostanza chimica della classe delle arilcicloexilamine che viene venduta per uso ricreazionale ed appartiene alle cosiddette "designer drugs" (ovvero a quelle sostanze analoghe o derivate da altre sostanze già note,  che vengono prodotte e vendute illecitamente, di volta in volta, per evitare le sanzioni conseguenti alla produzione, detenzione o vendita di principi attivi che rientrano nelle Tabelle delle Sostanze Controllate). È un derivato della ketamina dalla quale differisce per la presenza di un sostituente 3-metossi al posto del 2-cloro sull'anello aromatico e la 2-etilammina al posto della metilamina. Presenta anche le caratteristiche strutturali della eticiclidina e della 3-MeO -PCP. Metossietamina ha dimostrato un'azione antagonista sul recettore postsinaptico dell'acido glutammico (recettore NMDA) ed è inoltre un inibitore della ricaptazione della serotonina. Metossietamina si differenzia da molti altri anestetici dissociativi appartenenti alla classe delle arilcicloexilamine in quanto è stata progettata per essere distribuita illecitamente sul mercato nero. La conferma dell'appartenenza di metossietamina alle designer drugs è data dalla presenza nella sua molecola del gruppo N-etile, scelta razionale e deliberata per aumentare la potenza.

## Proprietà fisiche
Metossietamina cloridrato si presenta come una polvere bianca. Il composta ha una bassa solubilità in isopropanolo, 6 mg/mL-1 a -10 °C. Risulta invece solubile in etanolo, 10 mg / ml a 25 °C.

## Farmacodinamica
Come la ketamina ed altri composti della famiglia delle arilcicloexilamine, metossietamina si ritiene agisca come un antagonista non competitivo del recettore NMDA ed un inibitore della ricaptazione della dopamina. Il farmaco inoltre agisce come un agonista sui recettori D2 della dopamina, sui recettori 5HT2 della serotonina, sui recettori colinergici muscarinici, sui recettori sigma-1, mu e k.

## Uso illecito
L'Osservatorio europeo delle droghe e delle tossicodipendenze, che monitora in Internet le nuove sostanze psicoattive all'interno dell'Unione europea, ha effettuato le prime segnalazioni inerenti metossietamina nel novembre 2010. Entro luglio 2011 erano già stati identificati 58 siti web che vendevano il composto, ad un costo di 145-195 euro per 10 grammi di sostanza. Il farmaco ha iniziato a diffondersi nell'uso a partire dalle discoteche e dai nightclubs di Londra per poi approdare nelle varie città europee ed in particolare nei locali delle capitali del divertimento di tutta Europa.

Nel luglio 2013 il Ministero della Salute italiano e segnatamente il Dipartimento Politiche Antidroga ha segnalato 4 casi di intossicazione acuta dopo assunzione della molecola, in provincia di Bologna, Biella e Firenze.

## Effetti
Metossietamina viene comunemente "sniffata" ed una volta penetrata nell'organismo produce effetti di distorsione del senso della realtà. Molti assuntori riferiscono che gli effetti prodotti ed avversi sono sovrapponibili a quelli della ketamina, anche se alcuni utenti hanno segnalato che gli effetti perdurano più a lungo rispetto a quelli indotti da ketamina. Non si sa molto circa la potenziale tossicità della metossietamina, ma alcuni soggetti sono stati ricoverati in ospedale negli Stati Uniti e nel Regno Unito dopo l'uso ricreativo della sostanza. In tre casi di ricovero ospedaliero a seguito di overdose da metossietamina è stata documentata una tossicità cerebellare acuta perdurata per un periodo variabile da uno a quattro giorni dopo l'esposizione.
A seguito dell'inalazione di metossietamina il paziente prova una distorsione della percezione della realtà circostante, allucinazioni visive, sensazione di leggerezza, euforia, marcata agitazione psicomotoria, ansia, confusione mentale, stupore, midriasi, sensazione di dilatazione del tempo. La sensazione di derealizzazione (una sensazione di distacco dalla realtà) associata agli effetti di depersonalizzazione (in particolare la sensazione di essere distaccati dal proprio corpo) sono state descritte dagli utilizzatori come sensazioni  “near-death”.
Alcuni soggetti sviluppano disartria oppure afasia e sinestesia (ovvero un particolare evento sensoriale nel quale le stimolazioni uditive, olfattive, tattili o visive vengono percepite come due eventi distinti ma conviventi). Tra gli effetti indesiderati associati all'assunzione si segnalano nausea, vomito, diarrea, nistagmo, vertigini, atassia, tachicardia ed ipertensione.
Dalle poche informazioni disponibili, ricavate in grande prevalenza dai pareri degli utenti sulla base dei diversi forum di discussione su internet, i tossicologi ritengono che metossietamina abbia un'elevata possibilità di essere associata ad effetti tossici e significativi danni acuti se utilizzata come droga.
Si ritiene che metossietamina possa essere un efficace antidepressivo, ad azione molto rapida, simile in quest'azione ad altri antagonisti NMDA. La sua attività su altri recettori potrebbe contribuire a questa sua azione principale.

## Status giuridico

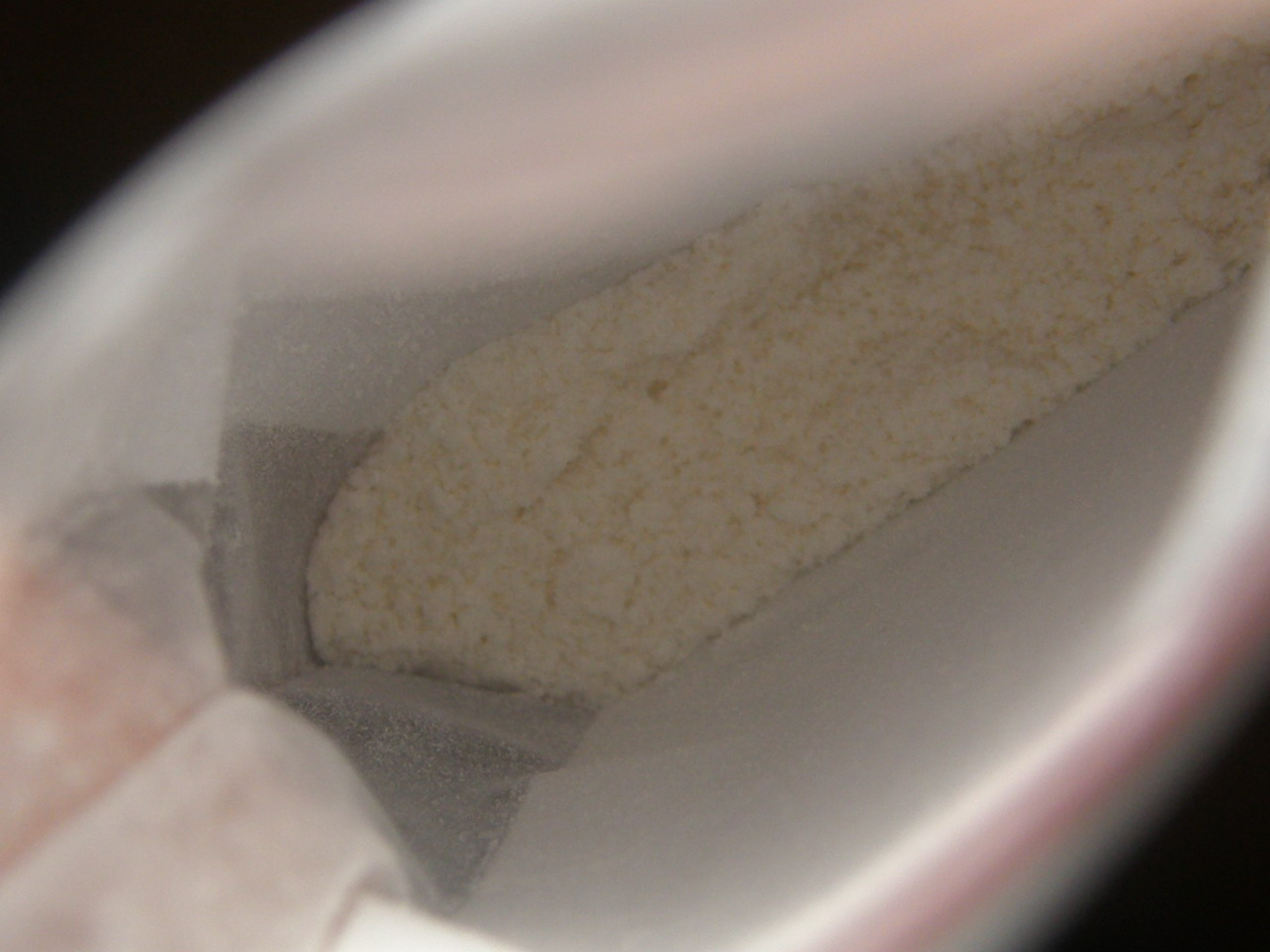
Polvere di metossietamina

Con decreto del Ministero della Salute del 24 ottobre 2012, è stato provveduto ad un aggiornamento delle tabelle contenenti l'indicazione delle sostanze stupefacenti e psicotrope, ed in particolare metossietamina è stata inserita nella Tabella I di dette sostanze, vale a dire quei composti che presentano un forte potere tossicomanigeno e sono facilmente oggetto di abuso.